# Роберто Динамите
Карлос Роберто де Оливеира (порт. Carlos Roberto de Oliveira; Дуке де Кашијас, 13. април 1954 — Рио де Жанеиро, 8. јануар 2023), познатији као Роберто Динамите (порт. Roberto Dinamite), био је професионални бразилски фудбалер, који је играо као нападач, и активни политичар. Рођен је у Дуке де Кашијас, држава Рио де Жанеиро. Са каријером центарфора која је трајала двадесет година, Роберто је као играч Васка да Гаме са највише наступа и најбољи стрелац свих времена, као и свеукупни најбољи стрелац бразилске Серије А. На националном нивоу, Роберто Динамите је играо на Светским првенствима 1978 и 1982 и Олимпијским играма 1972. Био је председник Васко да Гама од 2008. до 2014. године.

## Клупска каријера
Роберто Динамите је одрастао у омладинском тиму Васко да Гаме. Постао је један је од најпознатијих играча Васка да Гаме и најбољи голгетер клуба. Постигао је 698 голова у клупској мајици и 864 гола у читавој каријери. Одиграо је 1022 утакмице (768 званичних утакмица и 254 пријатељске утакмице).
Новинар Апарисио Пирес, из новина Жорнал дос Спортс, дао му је надимак Динамите, након што је постигао спектакуларан гол у свом дебију у професионалном тиму, 25. новембра 1971. године, против Интернаsионала, на стадиону Маракана.  Новинар је у новинама написао да дечко−динамит детонира на Маракани. .
Током 1989. и 1990. играо је за фудбалски клуб Португеса из државе Сао Пауло, као позајмљени играч и постигао 11 голова.
Свој последњи гол постигао је 26. октобра 1992. године, када је у Kампеонато Kариокa Вафко да Гама победио Гојтаказ 2:0 на стадиону Сао Жануарио.
Пензионисао се 24. марта 1993. године, тада је имао 39 година. Његов последњи меч био је тог дана, када је Депортиво ла Коруња из Шпаније победила Васко да Гаму са 2:0 на стадиону Маракана, у пријатељској утакмици коју је Зико играо за Васко заједно са Робертом.

## Репрезентативна каријера
Роберто Динамите је одиграо 47 утакмица са репрезентацијом Бразила, у периоду од септембра 1975. до јуна 1984., постигавши 25 голова, укључујући утакмице против комбинованих тимова и клубова. Одиграо је 38 утакмица против репрезентација (од којих су 20 биле званичне утакмице ФИФА-е), и постигао 20 голова, а девет других утакмица је било против комбинованих тимова и клубова, постигавши 5 голова на тим утакмицама. Његова прва репрезентативна утакмица одиграна је 30. септембра 1975. године, када је репрезентација Перуа победила Бразил са 3:1. Роберто Динамите је први гол за репрезентацију Бразила постигао 23. маја 1976. године, када је Бразил победио Енглеску 1:0. Његова последња утакмица је била 17. јуна 1984. године, када су Бразил и Аргентина ремизирали 0:0.
На светском првенству 1978. године није био у стартној постави, већ је улазио са клупе, и поред тога успео је да постигне три поготка . И на следећем светском првенству 1982. није био у стартној постави, био је замена суиграчу Кареки а био је позван у репрезентацију након што се Карека повредио.
Роберто Динамите је одиграо пет утакмица за олимпијски тим Бразила, све током 1972. године. Постигао је један гол у својој последњој утакмици за олимпијску репрезентацију, одиграној 11. августа 1972., када су Бразил и фудбалски клуб Туна Лусо играли нерешено 1:1.